# 17e armée (Empire allemand)
Pour les articles homonymes, voir 17e armée.

Drapeau d'état-major d'un haut commandement militaire (1871-1918)

La 17e armée / 17e haut commandement de l'armée (AOK 17) est le nom donné à l'unité majeure de l'armée allemande et à ses autorités de commandement associées pendant la Première Guerre mondiale (1914-1918) Elle comprend plusieurs corps d'armée ou de réserve ainsi que de nombreuses troupes spéciales.

## Histoire
En 1918, le commandement suprême de l'armée rassemble de nombreuses troupes pour l'offensive du Printemps prévue (opération Michael) sur le front occidental. En plus de renforcer les armées existantes, deux nouvelles sont formées, la 17e armée et la 18e armée. Les troupes de la 17e armée se rassemblent à partir de janvier 1918 dans la région entre Fresnes-lès-Montauban et Mœuvres. Le nouveau 17e haut commandement de l'armée est créé à la suite du transfert et du changement de nom du 14e haut commandement de l'armée le 1er février 1918. Le commandant en chef est le général d'infanterie Otto von Below.
Lors de l'offensive allemande qui débute le 21 mars 1918, la 17e armée forme, avec la 2e armée, l'aile droite de l'attaque. L'offensive prend fin en juillet 1918 après des succès initiaux. Même après cela, l'armée reste sur le front occidental en Artois. En octobre, le général d'infanterie Bruno von Mudra prend le commandement suprême.
Le quartier général du 17e haut commandement de l'armée est initialement à Saint-Amand avant de déménager à Douai (le 6 avril). avril 1918), Denain (le 1er mai 1918) et Mons (le 18 octobre 1918). Lors de la retraite, il se réfugie à Zülpich à partir du 19 novembre 1918.